# الكأس السلطانية 1928
كَأْسُ السُّلْطَانِ حُسَين 1928 هي النُّسْخة الثَّانية عَشر من بُطولة كَأْس السُّلطان حُسَين. لُعبت البُطولة في عام 1928، وفاز بها التِّرْسانة بعد فوزه في النهائي على الأهلي بنَتيجة 2–1.